# 吉田健智 (実業家)
吉田 健智（よしだ たけのり、1974年1月24日 - ）は、日本の実業家。株式会社アミューズメントファクトリー会長、ゲームセンターテクノポリス経営者兼店長、テクノポリスデザイン代表。

## 来歴
新潟県出身。中越高等学校を卒業。
2001年12月1日、個人事業主・屋号「アミューズメントファクトリー」を起業。2007年11月、株式会社アミューズメントファクトリーを設立（法人化）し、代表取締役に就任。
2014年12月、瀧口淳之氏に代表取締役を譲り、自身は会長に就任。
2020年8月1日、株式会社アミューズメントファクトリーのデザイン制作部門が独立させ、テクノポリスデザイン団体を設立。

## 事業

### ゲームセンターテクノポリス
新潟県長岡市に店舗を構える。独特の企画運営で知られ、県外からの来店者並びにファンも多い名店。詳しくは テクノポリス (ゲームセンター) の項を参照。

### テクノポリスデザイン
コロナ化を機に株式会社アミューズメントファクトリーのデザイン制作部門が独立してできたデザイン団体。販売促進に関わる各種広告物の作成を得意としている。
代表作に「ARCADE_PLUS」、「ゲーセンネコ」がある。2022年2月に「ARCADE_PLUS」を商標登録。
近年では新潟県小千谷市が発祥の地である錦鯉をモチーフに擬人化したオリジナルキャラクター「鯉乙女」を制作し、様々なグッズ展開をしている。2024年5月26日に「鯉乙女」を商標登録。

### 機材提供・ゲーム機の買取/販売
新潟県内にて、旅館やホテル等のゲームコーナーなどに向けたゲームマシンの設置リースを行っている。また、アーケードゲーム筐体を中心としたゲームパーツ並びにダーツマシンパーツの販売・買取、閉鎖店舗からジャンク部品回収なども行っている。

## 人物像
高校時代はナムコ系列のゲームセンターでのアルバイトをしていた。その後、半年間実家を出たあと地元に戻り、パチンコ店へ就職した。パチンコ店に就職中に不採算の店舗の業態をゲームセンターにする提案を行ったが断わられた。それを機に独立することを決め27歳で退職、起業してテクノポリスをオープンした。
苦難の時期、吉田氏を支えたのは当時の「2ちゃんねる」で「ゲームセンター経営者＆経営したい人」スレ主として、店名を出してアドバイスを求めていた。SNSなどのネット上では「おたけ」という名前で活動している。
コロナ化を機に更なるリスク分散の為、ゲーム以外の業種も並行して営むことが多くなり、店舗に出勤していても事務所での作業が多くなっている。
毎年、元日は他のスタッフを休ませ、ワンオペで店舗を回している。